# Bright Eyes (Blind Guardian)
Bright Eyes è un singolo della band tedesca Blind Guardian, pubblicato nel 1995 dall'etichetta giapponese Victor Entertainment, tratto dall'album Imaginations from the Other Side.
La copertina è la stessa del singolo Mr. Sandman (1996) e l'autore è Andreas Marschall.
La track list è leggermente diversa rispetto a "Mr. Sandman" e include la versione demo di A Past and Future Secret.
Le versioni demo di "Imaginations from the Other Side" e "A Past and Future Secret" hanno alcune differenze nel testo rispetto a quelle sull'album Imaginations from the Other Side.

## Cover
Gli italiani Stranger Vision realizzano una cover nel 2021 contenuta nel mini Lp ‘Visions from Space and Mind’ con la quale hanno vinto il contest Imaginations Song Contest indetto dai Blind Guardian per il 25º anniversario dell’uscita di Imaginations from the other side.

## Tracce
1. "Bright Eyes" (edit) – 4:05
2. "Mr. Sandman" – 2:11
3. "Hallelujah" (cover dei Deep Purple)– 3:18
4. "Imaginations from the Other Side" (versione demo) – 7:14
5. "A Past and Future Secret" (versione demo) – 3:36

## Componenti
- Hansi Kürsch - voce
- André Olbrich - chitarra
- Marcus Siepen - chitarra
- Thomas Stauch - batteria